# Гарсиа Гонсалес, Висенте
Висенте Гарсия Гонсалес (исп. Vicente García González; 23 января 1833 — 4 мая 1886) — кубинский военный и политик, президент революционной Кубы.
Родился в 1833 году в Лас-Тунасе. Получил образование в Сантьяго-де-Куба в Seminario San Basilio el Magno. С 1856 года начал принимать участие в подпольной антииспанской деятельности.
С началом первой войны за независимость Кубы присоединился к повстанческим войскам. Когда в ноябре 1877 года президент Томас Эстрада Пальма был захвачен неприятельскими войсками, то вице-президент Франсиско Хавьер Сеспедес собрал Палату представителей для избрания нового президента, и на этот пост в итоге был выбран именно Висенте Гарсия Гонсалес. Он был вынужден заключить перемирие с испанцами и, после переговоров, подписать Санхонский договор.
16 марта 1878 года он покинул пост президента и стал главнокомандующим республиканской армией. 6 июня 1878 года повстанческая армия официально капитулировала, а 7 июня Висенте Гарсия Гонсалес покинул Кубу на пароходе «Гвадалкивир» и поселился в Венесуэле, где и скончался 8 лет спустя.